# 住友重機械イオンテクノロジー
住友重機械イオンテクノロジー(すみともじゅうきかいイオンテクノロジー)は東京都品川区に本社を置く、日本唯一のイオン注入装置製造メーカー。
1983年に住友重機械工業と米国イートン社との50/50の合弁会社として設立。2000年にイートン社が半導体製造装置事業をスピンオフし、アクセリス・テクノロジーズ系列となるものの、2009年に住友重機械工業が合併を解消し、現在は住友重機械工業の100%子会社となる。
事業はイオン注入装置の開発、製造、販売を行っており、国内だけではなく海外へも輸出を行っている。

## 事業所
- 本社 - 東京都品川区大崎2丁目1番1号 ThinkPark Tower
- 愛媛事業所 - 愛媛県西条市今在家1501番地
- 松山事務所 - 愛媛県松山市大可賀2丁目1番地28号 アイテムえひめW307
- 関東サービスセンター - 東京都西東京市谷戸町2丁目1番1号
- 近畿東海サービスセンター - 三重県四日市市安島2-4-13
- 九州サービスセンター - 熊本県上益城郡益城町田原2020-3 テクノリサーチパーク内
- 東北サービスセンター - 岩手県北上市流通センター11-22
- 営業部（関西営業） - 大阪府大阪市北区中之島2丁目3-33　三井物産ビル
- サービスステーション - 中四国（愛媛県西条市）･北陸（富山県）･山形（山形県）･大分（大分県）･長崎（長崎県）

## 製造製品
- 高電流イオン注入装置
- 中電流イオン注入装置
- 高エネルギーイオン注入装置
- All-in-One型イオン注入装置